# Radu, Principe al României

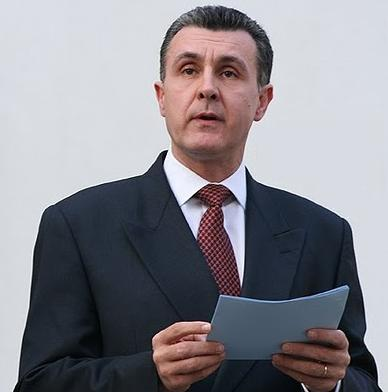
Radu al României în 2009

Radu al României (născut Radu Duda; n. 7 iunie 1960, Iași, România) este un fost actor român, care din 1996 este soțul principesei Margareta a României, prima fiică a fostului suveran Mihai I. Conform Statutului Casei Regale a României din 30 decembrie 2007, el  purta titlurile de „Principe al României” și „Principe de Hohenzollern-Veringen”, cu calificativul „Alteță Regală”. Titlul din urmă i-a fost contestat în presă de către șeful casei Hohenzollern-Sigmaringen și nu a mai fost folosit cel târziu din momentul ruperii relațiilor dinastice cu casa de Hohenzollern-Sigmaringen, respectiv de la 10 mai 2011.
Radu al României este membru non-dinastic al Familiei Regale a României, titlul și calificativul său nefiind transmisibile. Fie acompaniat de alți membri ai familiei, fie singur, el a reprezentat și reprezintă familia regală a României la diverse evenimente și ceremonii.
A dobândit o licență de la Universitatea de Artă Teatrală și Cinematografică din București în 1984, fiind actor în Suceava, Iași și București și asistent universitar la Universitatea de Artă Teatrală și Cinematografică din București, la clasa Dem Rădulescu. Principele Radu a fost puternic contestat, existând alegații de colaborare cu Securitatea înainte de 1989 și alegații de implicare în afaceri de corupție. Tentativa de a candida la alegerile prezidențiale din 2009 i-a adus unele critici, el retrăgându-se din cursa electorală înainte de vot. A publicat mai multe cărți și albume pe tema monarhiei.

## Educație și activitate teatrală
Radu Duda s-a născut la 7 iunie 1960, în municipiul Iași, într-o familie de medici. A absolvit Liceul Internat „Costache Negruzzi” din Iași în 1979. A fost admis pe locul patru la Universitatea de Artă Teatrală și Cinematografică din București, pe care a absolvit-o în anul 1984, la clasa prof. Olga Tudorache. Printre colegii săi de promoție s-au numărat Carmen Tănase, Bogdan Gheorghiu, Oana Pellea, Carmen Ciorcilă, Carmen Trocan, Marina Procopie, Mihai Verbițchi, Adrian Păduraru și Dan Bădărău.
După ce a absolvit Facultatea de Artă Teatrală și Cinematografică, actorul a fost repartizat la Teatrul Municipal din Suceava. Apoi a fost transferat ca actor la Teatrul Național „Vasile Alecsandri” din Iași. În perioada în care a evoluat sub această profesie, Radu Duda a locuit la bloc. În anul 1988 s-a mutat la București, părăsind scena Teatrului Național din Iași.
Din 1984 și până în 1999, Radu Duda a susținut o carieră artistică în teatru, film și televiziune, în țară cât și în Franța, Belgia, Elveția, Luxemburg, S.U.A., Israel, Macedonia și Camerun. A lucrat ca asistent universitar (1990-1994) la Universitatea de Artă Teatrală și Cinematografică din București, la clasa profosorului Dem Rădulescu.
Printre rolurile interpretate de actorul Radu Duda sunt de remarcat rolul lui Gigi Stamatescu (ofițer, iubitul Mizei) în piesa de teatru Titanic Vals de Tudor Mușatescu, un rol în piesa de teatru Trei surori de A. P. Cehov.
A realizat în anul 1993 (în calitate de director artistic) primul proiect de terapie prin artă „Artécole”, pentru orfanii din România. Proiectul s-a desfășurat în opt localități din România în decursul a șase ani.
În 1999, Radu Duda a înființat în Elveția asociația culturală „Spectacolul Secolului XXI”, consacrată promovării culturii Europei de Est.

## Carieră politică
După înnobilarea sa de la 1 ianuarie 1999, principele Radu și-a încheiat cariera de actor și s-a dedicat exclusiv activităților de reprezentare a familiei regale și a României. Radu a jucat un rol important în planificarea și organizarea vizitelor internaționale ale regelui Mihai I al României în 1997 și 2002 pentru integrarea României în NATO, cât și pentru crearea conceptului „Turneului Mileniului” al Maiestății Sale Regele în România din 2000. În turneele sale în NATO, Regele a vizitat Anglia, Norvegia, Belgia, Danemarca, Spania, Luxemburg și Olanda, întâlnindu-se cu șefii de stat și de guverne ai țărilor respective. Principele l-a acompaniat pe Rege în marea majoritate a acestor vizite.
În 2002, a absolvit Colegiul Național de Apărare din România, precum și Colegiul George C. Marshall, din Garmisch, Germania. În august 2004 a participat în cadrul programului de două săptămâni pentru Senior Executives în securitate națională și internațională al școlii de administrație „John F. Kennedy” a Universității Harvard din S.U.A. 
În septembrie 2002 a fost numit Reprezentant Special al Guvernului Român pentru Integrare, Cooperare și Dezvoltare Durabilă. Radu mai e și Consilier al MS Regelui Mihai I, Patron al Camerei de Comerț Româno-Britanice, Membru al Comitetului de Directori ai Asociației "Casa NATO" din București și Membru de Onoare al Senatelor Universității „Aurel Vlaicu” din Arad și al Universității din Oradea.
Din 2005 are grad de colonel al Armatei Române și a obținut un doctorat în Științe Militare la Academia Națională Militară din București.
Principele Radu este autorul câtorva cărți: Dincolo de mască (București: Unitext, 1997), L'Âme du masque (Bruxelles, 1998), Război, un exil, o viață (București, 2000; tradusă în engleză cu titlul de Anne of Romania: A War, an Exile, a Life, București: Romanian Cultural Foundation, 2002), Michael of Romania: A Tribute (San Francisco și București, 2001), Kildine (București, 2003; o traducere în română a basmelor Reginei Maria a României), Șapte (București: Nemira, 2003), The Royal Family of Romania (București: Humanitas, 2004), Persona (București: Nemira, 2006), The Elisabeta Palace (București: Humanitas, 2006)
Principele Radu ține conferințe și discursuri în România, Suedia, Finlanda, Austria, Japonia, India, Lituania, Ungaria, Elveția, Belgia, Franța, Irlanda, Canada, Polonia, SUA, Italia, Iordania, Thailanda, Slovenia, Croația, Azerbaijan, China, Egipt și Marea Britanie. Prințul Radu apare în mod regulat pe posturile TV și publică articole în presa scrisă din România.
Conferințele Principelui Radu discută subiecte legate de integrarea României în structurile Euro-Atlantice, apărare și securitate, geopolitică și diplomație, cultură, economie și educație. A vorbit de asemenea și despre problema minorităților etnice, în particular despre cea rromă, un subiect important pentru România și Europa de Sud Est de azi, în cadrul unor conferințe din România și Europa.
Pe data de 9 aprilie 2009 principele și-a anunțat candidatura pentru funcția de președinte al României la alegerile prezidențiale din noiembrie 2009. Ulterior s-a retras din cursa electorală.

### Inițiative

#### Europa Regiunilor
A inițiat proiectul „Europa Regiunilor” pentru a promova interesele majore ale României și a întări legăturile ei bilaterale. Scopurile ei sunt de a încuraja și promova parteneriate economice, culturale și educaționale între regiuni românești și europene, cât și să crească nivelul public de cunoștințe despre România prin întâlniri, conferințe și prelegeri. Programul presupune vizitarea de către prințul Radu a până la patru regiuni diferite pe an, întâlniri cu oameni de afaceri, politicieni și administrația locală, studenți și profesori universitari, comunități românești și presa. Regiunile acoperite până în prezent sunt cele italiene din Toscana și Sicilia (provinciile Palermo, Caltanisetta, Enna și Catania), cele franceze din Provence-Alpes-Côte d’Azur și Aquitaine (Pays Beaumontois). Inițiativa Europa Regiunilor va continua cu vizite în landurile din Germania, în Spania și alte regiuni ale Franței și Italiei.

#### Turneul prieteniei
Turneul Prieteniei este o inițiativă similară creată în vederea promovării intereselor majore ale României, în principal în Statele Unite ale Americii, punând accentul pe recunoașterea, promovarea și sprijinirea parteneriatelor Românești în domeniul economic, educațional și cultural. Vizitele cuprind câte 3-4 state pe an în decursul cărora se organizează întâlniri cu oameni de afaceri locali, politicieni, administrația locală, studenți universitari și studenți, cât și cu diaspora românească. Scopul ei e să crească nivelul public de cunoștințe despre potențialul României și să întărească relațiile bilaterale. Turneul prieteniei a debutat cu o vizită de 10 zile în statele Illinois, Indiana și Massachusetts, în timpul căreia prințul Radu s-a întâlnit cu guvernatori, primari, congressmen statali, profesori, studenți, oameni de afaceri, jurnaliști și cetățeni americani de origine română. Turneul prieteniei II și Turneul prieteniei III au în plan să atingă alte cinci state SUA.

## Titlu
La data de 1 ianuarie 1999 i-a fost acordat numele, și nu titlul, de „principe de Hohenzollern-Veringen” de către ASR prințul Friedrich Wilhelm, șeful casei princiare de Hohenzollern-Sigmaringen, numele său legal devenind Radu Hohenzollern Veringen Duda. Din 2007, de când și-a schimbat numele legal în Radu al României Duda, Radu nu mai folosește numele de Hohenzollern.
Principele Radu nu are blazon, deoarece nu i-a fost specificat vreunul prin decretul princiar care i-a acordat noul nume de Hohenzollern-Veringen. De asemenea, decretul nu i-a acordat lui Radu nici apelativul de Alteță. Alte familii regale, însă, i-au recunoscut folosirea de către acesta a apelativului de Alteță Serenissimă. Prin noul Statut al Casei Regale semnat de Regele Mihai al României la 30 decembrie 2007, Radu a primit titlul de Principe al României cu apelativul de Alteță Regală și urmează să poarte titlul de Alteța Sa Regală Principele Consort al României începând de la moartea lui Mihai.
În august 2004, reprezentanți ai lui Karl Friedrich, Prinț Moștenitor de Hohenzollern-Sigmaringen, l-au acuzat pe Radu de folosirea numelui Hohenzollern fără permisiune, cât și de a fi cerut sume „considerabile” de bani de la persoanele care ar fi interesate în cumpărarea acestui titlu. Prințul Moștenitor l-a atenționat pe Radu de asemenea că familia Hohenzollern va lua măsuri legale în cazul că aceste lucruri se vor repeta și i-a cerut să nu mai folosească titlul de Prinț de Hohenzollern-Veringen. Într-un interviu din 2009, Prințul Moștenitor și-a reiterat cererea, afirmând că tatăl său nu are dreptul de a acorda titluri într-o republică și că titlul de Hohenzollern-Veringen „este o farsă”. Prințul Moștenitor e fiul ASS Friedrich Wilhelm, Prințul de Hohenzollern-Sigmaringen, care i-a acordat lui Radu „numele” ad personam de Prinz von Hohenzollern-Veringen la 1 ianuarie 1999. Scandalul se crede că ar fi fost instigat de către un descendent al regelui Carol al II-lea și prieten al Prințului Moștenitor, Paul Lambrino, cunoscut de asemenea în UE și ca Paul Hohenzollern, ca urmare a două procese din Portugalia și Franța care i-au recunoscut tatăl drept fiu legitim al regelui Carol al II-lea, fără drepturi dinastice sau de titlu. Radu a dat în judecată revista Royalty Monthly din Londra pentru calomnie pentru publicarea acestor acuze într-un articol.
Procesul s-a încheiat când Marco Houston, redactorul revistei, a făcut o Declarație Publică în Înalta Curte de la Londra, admițând că toate aceste acuzații sunt complet neadevărate, și nu ar fi trebuit publicate niciodată.

## Controverse

### Acuzațiile de corupție
Compania BAE Systems, unul din sponsorii fundației de caritate a principesei Margareta, precum și reprezentanții companiei, au fost implicați într-un scandal de corupție în legătură cu achiziția de către Guvernul României a două fregate britanice dezafectate de către Royal Navy și recondiționate de către BAE, pentru care se spune că s-ar fi plătit o mită de 7 milioane lire sterline. Unii din acești bani, se mai spune, ar fi „ajuns în buzunarele familiei regale de Hohenzollern”. Ziarul Gardianul, notând că atât Margareta, cât și Radu, ca Reprezentant Special al Guvernului, se întâlniseră de un număr de ori, în mod oficial sau neoficial, cu reprezentații BAE Systems, înainte și după semnarea contractului guvernamental, au cercetat dacă familia regală s-a implicat în acțiuni de lobby în numele companiei. Într-un comunicat oficial trimis ziarului, Radu neagă orice astfel de acțiuni de lobby, declarând că, în calitate de patron al Camerei de Comerț Româno-Britanice din care face parte și BAE Systems, s-a întâlnit cu reprezentații acestei firme, cât și cu ai altor firme britanice.

### Colaborarea cu Securitatea
Revista Căminul românesc din Geneva a publicat un articol semnat de Nicolette (Nicoleta) Franck, o jurnalistă apropiată Regelui Mihai I, despre care a scris câteva cărți. Articolul îl acuză pe Radu Duda că ar fi un agent al Securității, infiltrat în Casa Regală pentru a o compromite, la ordinele lui Ion Iliescu, fostul președinte al României, fost nomenclaturist comunist și prieten al tatălui lui Radu, și el la rându-i un fost comunist de rang înalt. Articolul nu aduce nicio dovadă în acest sens.
Într-un articol publicat de cotidianul Adevărul, prințul Radu neagă acuzele de presupuse legături cu Securitatea: „Eu nu am colaborat cu Securitatea. (...) în 1986 (...) s-a încercat racolarea mea. Am refuzat politicos și de atunci nu am mai fost contactat.” Articolul dezvăluie că în 1989, numele lui Radu a fost găsit pe o listă cu mai multe de 1.000 de oameni, drept persoane de sprijin ale Securității. Într-un alt interviu pentru același cotidian, Duda a explicat că în 1986, Securitatea i-a cerut să colaboreze datorită carierei sale de succes ca actor: „toți cei care reprezentau ceva știau că există acest risc” de a fi chemat de către Securitate pentru a deveni informator. La acea dată, Duda lucrase de doi ani pe scena din Iași ca absolvent de teatru și urma să plece în al doilea și ultimul său turneu cu teatrul în străinătate în Israel, în compania a doi renumiți actori români. Fostul șef al filialei locale din Iași a Securității a explicat într-un interviu că persoanele de sprijin, ca Duda și alți cei peste 1 000 de oameni de pe lista respectivă, nu erau informatori, nu semnau vreun angajament cu Securitatea, nici nu primeau bani, ci erau membri ai PCR, în special cei care călătoreau în străinătate, racolați de Securitate cu acordul partidului pentru a îndeplini misiuni bine definite pentru o perioadă limitată de timp. El a confirmat de asemenea într-un interviu ulterior că lista respectivă e reală.
S-a mai scris că „mulți dintre susținătorii familiei regale au încetat să mai ofere ajutoare financiare după intrarea lui Radu Duda în Casa Regală. Românii cu bani din exil, care au fost zeci de ani urmăriți și-n gurile de metrou de Securitate, au considerat compromisul inacceptabil.”
În iulie 2010, Marco Houston, editorul publicației Royalty Monthly, a făcut o declarație în Înalta Curte de la Londra, prin care recunoștea că toate acuzațiile împotriva Principelui Radu sunt neadevărate și nu ar fi trebuit publicate niciodată. De asemenea, în declarație se confirmă că Principele Radu nu a fost membru sau colaborator al Securității, lucru constatat și de CNSAS.

### Gradul militar
Unii au contestat legalitatea ascensiunii rapide a lui Radu în Armata Română, de la subofițer în rezervă la rangul de colonel activ, în mult mai puțin timp decât acela necesar avansărilor obișnuite. Fostul Șef al Statului Major al Armatei a argumentat că reactivarea lui Radu s-a făcut la cererea sa proprie, în timp ce promovarea i se datorează unor „merite extraordinare”, precum lobby-ul său pentru admiterea României în NATO. Răspunsul oficial al lui Radu pretinde, însă, că propria sa reactivare nu a fost rezultatul vreunei cereri unilaterale, ci a uneia comune, atât a Casei Regale, cât și a Ministerului Apărării.

## Sprijin politic

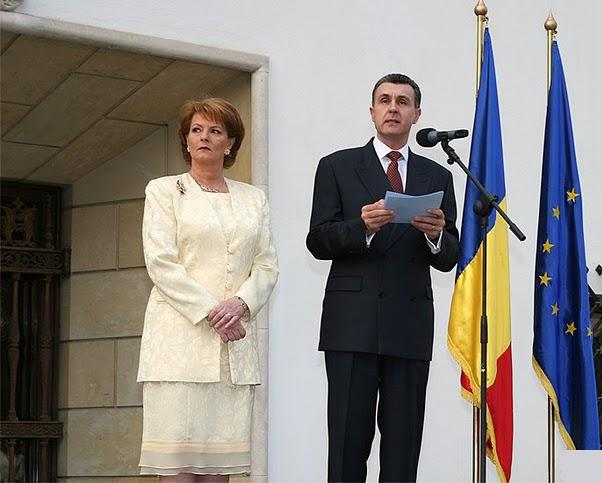
Principele Radu împreună cu Principesa Margareta la lansarea candidaturii la președinție (10 aprilie 2009).

Între septembrie 2002 și septembrie 2008, Prințul Radu a fost Reprezentant special al Guvernului României sub două administrații succesive, atât cea a guvernului de coaliție al PSD, cât și cea a alianței de centru-dreapta "Dreptate și Adevăr", ulterior a alianței PNL-UDMR. Între timp, principalul partid monarhist PNȚCD, în prezent extra-parlamentar, a respins orice rol pentru el sau principesa Margareta într-o monarhie restaurată. În 2003, însă, filiala Cluj a PNȚCD a invitat-o în mod oficial pe principesa Margareta să-i fie candidat la Senat în următoarele alegeri. Fostul președinte al României, Traian Băsescu, nu îl apreciază pe Radu și crede că acesta dăunează percepției publice a românilor asupra ideii de monarhie. Istoricul și monarhistul declarat Neagu Djuvara considera și el că Radu dăunează cauzei monarhiei, al cărei „cioclu” ar fi. La 28 februarie 2008, Radu a declarat că intenționează să se retragă din poziția de Reprezentant Special al Guvernului, pe care o deține „de șapte ani”, din septembrie 2002, și să nu mai accepte o poziție similară într-un viitor guvern. La 17 septembrie 2008 Radu a demisionat din funcție.
Într-un sondaj de opinie din 2004 al PSD, din a cărui guvern de coaliție făcea parte ca Reprezentant Special, Radu a obținut doar 3.4% ca potențial candidat la următoarele alegeri prezidențiale. Într-un sondaj mai recent, din 2006 realizat de un institut afiliat cu Casa Regală în administrarea atât a evenimentelor publice ale acesteia, cât și a școlii de management a ospitalității patronată de aceasta, 48.80% din cei chestionați au fost de acord ca prințul Radu să accepte o funcție în stat, în timp ce 46.41% au fost contra. Același sondaj din 2006 a arătat că 66% dintre românii sondați ar dori să vadă o implicare mai activă a Casei Regale în democratizarea și dezvoltarea României. Într-un sondaj de opinie din 2008, Radu a obținut 12% ca potențial candidat la alegerile prezidențiale din România.

## Titluri, ranguri și onoruri
- 1 ianuarie 1999 - 31 decembrie 2007: Alteța Sa Radu, Principe de Hohenzollern-Veringen
- 31 decembrie 2007 - prezent: Alteța Sa Regală Radu, Principe al României

Onoruri
- Casa Regală a României Ordinul Coroana României in grad de Mare Cruce [68]
- Casa Regală a României Ordinul Carol I in grad de Mare Cruce [68]
- Slovacia: Medalia Memorială Arborele Păcii în clasă specială cu rubine[69][70][71]
- Romania: Doctor Honoris Causa acordat de Universitatea Academiei de Științe a Moldovei[72]

## Filmografie
- Prea cald pentru luna mai (1984)

## Publicații
- Șapte, 2004 [73]
- EUROPA DIN NOI – Regalitatea și democrația spectacol, Editura Polirom, 2005[74]